# Tensigh
Tensigh est une commune rurale de la région du Tagant, dans le centre-sud de la Mauritanie.

## Population
Lors du Recensement général de la population et de l'habitat (RGPH) de 2000, Tensigh comptait 6 590 habitants.